# Paczków (Bierutów)
Paczków (deutsch Patschkey, auch Patschkei, 1935–1945 Weidenfließ) ist ein Dorf in Niederschlesien. Der Ort liegt in der Gmina Bierutów im Powiat Oleśnicki in der polnischen Woiwodschaft Niederschlesien.

## Geographie

### Geographische Lage
Das Straßendorf Paczków liegt sechs Kilometer südwestlich des Gemeindesitzes Bierutów (Bernstadt an der Weide), 18 Kilometer südöstlich der Kreisstadt Oleśnica (Oels) und 49 Kilometer östlich der Woiwodschaftshauptstadt Breslau. Der Ort liegt in der Nizina Śląska (Schlesische Tiefebene) innerhalb der Równina Oleśnicka (Oelser Ebene). Der Ort liegt am linken Ufer der Widawa (Weide), einem rechten Zufluss der Oder. Südlich von Paczków befinden sich weitläufige Waldgebiete.

### Nachbarorte
Nachbarorte von Paczków sind im Westen Zbytowa (Vielguth), im Norden Zawidowice (Sadewitz) und im Osten Kruszowice (Kunzendorf).

## Geschichte

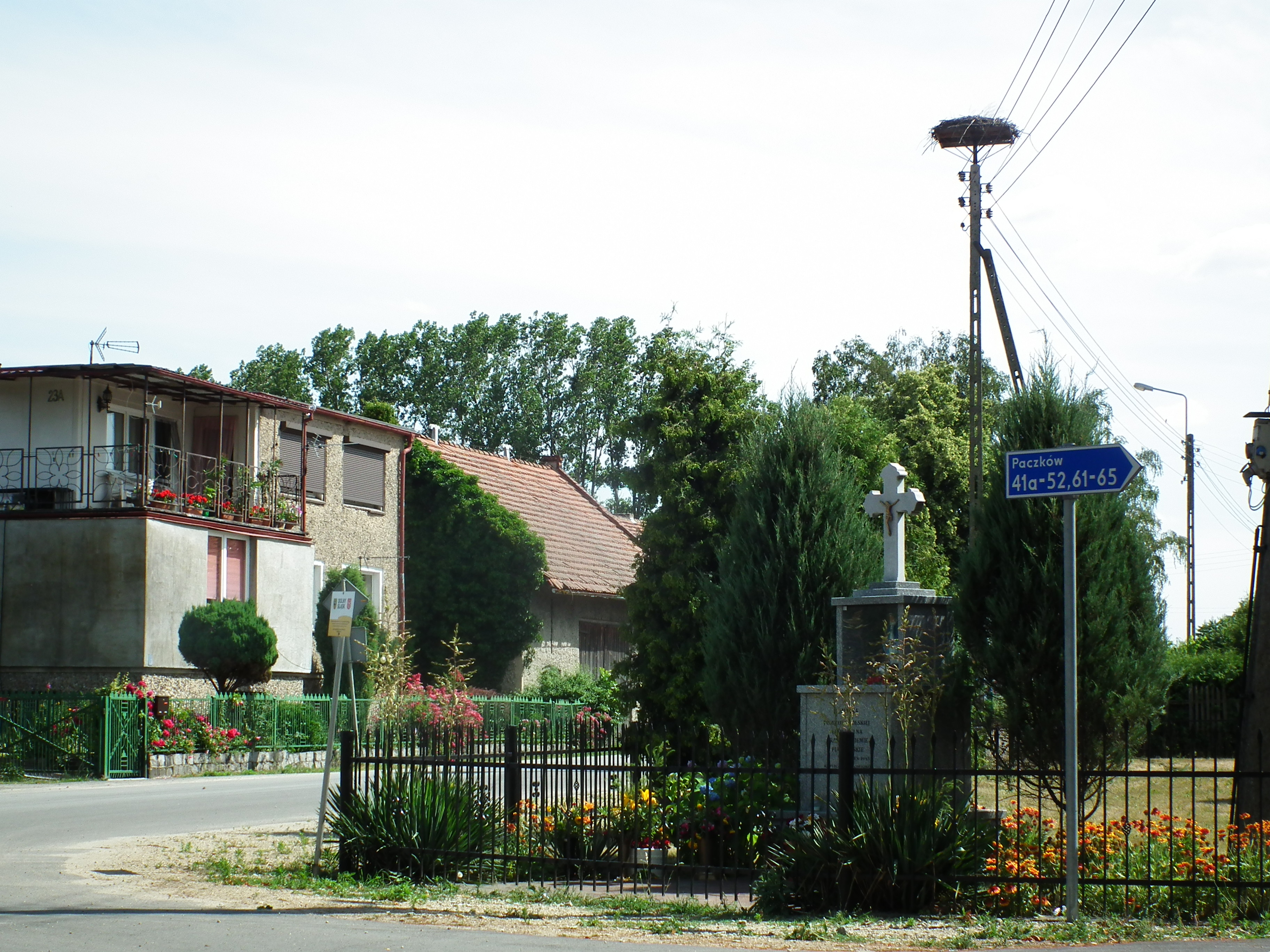
Ortsbild mit Wegekreuz

Nach dem Ersten Schlesischen Krieg 1742 fiel Patschkey zusammen mit dem größten Teil Schlesiens an Preußen.
Nach der Neugliederung Preußens gehörte die Landgemeinde Patschkey ab 1815 zur Provinz Schlesien und war ab 1816 dem Landkreis Oels eingegliedert. 1874 wurde der Amtsbezirk Kunzendorf gegründet, welcher die Landgemeinden Cunzendorf, Langenhof, Patschkey, Taschenberg und Vogelgesang sowie die Gutsbezirke Bernstadt Vorstadt, Cunzendorf, Langenhof, Patschkey und Vogelgesang umfasste. 1885 zählte der Ort 351 Einwohner.
1933 zählte der Ort 355 Einwohner. Am 29. November 1935 wurde der Ortsname in Weidenfließ geändert. 1939 lebten 358 Menschen in Wiedenfließ. Bis 1945 befand sich der Ort im Landkreis Oels.
Als Folge des Zweiten Weltkriegs fiel Weidenfließ wie fast ganz Schlesien 1945 an Polen, wurde in Paczków umbenannt und der Woiwodschaft Breslau angegliedert. Die deutsche Bevölkerung wurde, soweit sie nicht vorher geflohen war, weitgehend vertrieben. Die neu angesiedelten Bewohner waren zum Teil Heimatvertriebene aus Ostpolen. 1999 kam der Ort zum Powiat Oleśnicki in der Woiwodschaft Niederschlesien.

## Sehenswürdigkeiten
- Gutshaus Patschkey (poln. Dwór Paczków)
- Römisch-katholische Schutzengelkirche (poln. Kościół św. Aniołów Stróżów)
- Steinernes Wegekreuz

## Vereine
- Freiwillige Feuerwehr OSP Paczków